# Белокоремен дакнис
Белокоремният дакнис (Dacnis albiventris) е вид птица от семейство Тангарови (Thraupidae).

## Разпространение
Видът е разпространен в Бразилия, Венецуела, Еквадор, Колумбия и Перу.